# 上津荒木村
上津荒木村（こうだらきむら）は、かつて福岡県三井郡にあった村。

## 歴史
- 1889年（明治22年）4月1日 - 町村制施行により、御井郡上津荒木村、藤山村、藤光村が合併し、上津荒木村が発足。
- 1896年（明治29年）4月1日 - 郡の統合により御井郡が山本郡、御原郡と合併し三井郡に属する[1]。
- 1951年（昭和26年）4月1日 - 久留米市に編入され消滅。